# Dorfkirche Döbberin

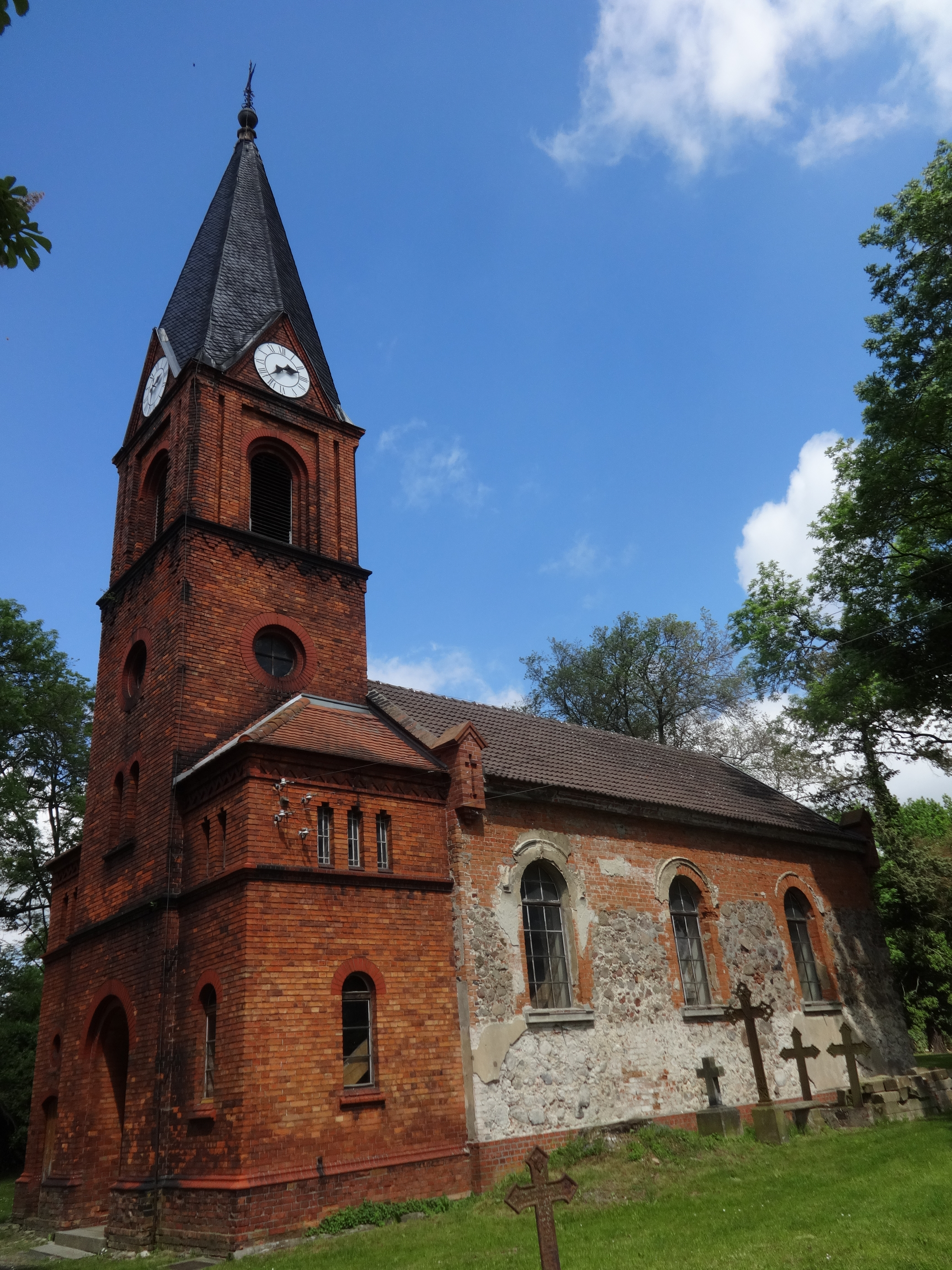
Dorfkirche Döbberin

Die evangelische Dorfkirche Döbberin ist eine Sakralbau aus dem 16./17. Jahrhundert in Döbberin, einem Ortsteil der Gemeinde Zeschdorf im Landkreis Märkisch-Oderland im Land Brandenburg. Die zugehörige Kirchengemeinde gehört zum Pfarrsprengel Falkenhagen im Kirchenkreis Oderland-Spree der Evangelischen Kirche Berlin-Brandenburg-schlesische Oberlausitz.

## Lage
Durch den Ort verläuft in West-Ost-Richtung die Kreisstraße K6401, der Lietzener Weg. Im Ortszentrum zweigt die Schulstraße von dieser Verbindung in nördlicher Richtung ab. Die Kirche steht nordöstlich dieser Verbindung auf einer Anhöhe und ist von einer Mauer aus rötlichen Mauerstein eingefriedet.

## Geschichte
Über die Baugeschichte ist bislang nicht viel bekannt. Nach alten Aufzeichnungen soll die Kirche in Döbberin schon im 13. Jahrhundert gestanden haben. Umgeben ist sie vom alten Dorffriedhof, welcher 1908 aufgegeben und vor den Ort verlegt wurde. Sie wurde immer wieder umgebaut oder instand gesetzt. 1779 wurde der Westturm mit einem Kostenaufwand von 543 Talern und 19 Groschen erneuert. Dieser brannte 1885 durch Blitzschlag ab. 1891/92 wurden dann die Reste abgetragen und der Turm in seiner heutigen Form erbaut. 1905 wurde die Kirche grundlegend saniert; seit Anfang des 21. Jahrhunderts werden Versuche unternommen, die Turmuhr von Albert Eppner instand zu setzen. Dies wurde dann 2017 aufgegeben und ein elektronisches Uhrwerk mit Schlag eingebaut. Das alte Uhrwerk steht zur Besichtigung im Kirchenvorraum. Die Orgel von Wilhelm Sauer aus dem Jahr 1872 Opus 235 mit mechanischen Kegelladen, Seitenspielanlage, 400 Pfeifen, 8 Registern und 2 Stöpselbalgen wurde restauriert und ist seit Dezember 2013 wieder voll bespielbar. Im Jahr 2017 folgte die Instandsetzung des Geläuts. Im Jahr 2022 sind die Außenarbeiten am Turm sowie die Dacheindeckung erfolgt. Geplant sind nun Arbeiten an der Gebäudehülle des Kirchenschiffs.

## Baubeschreibung

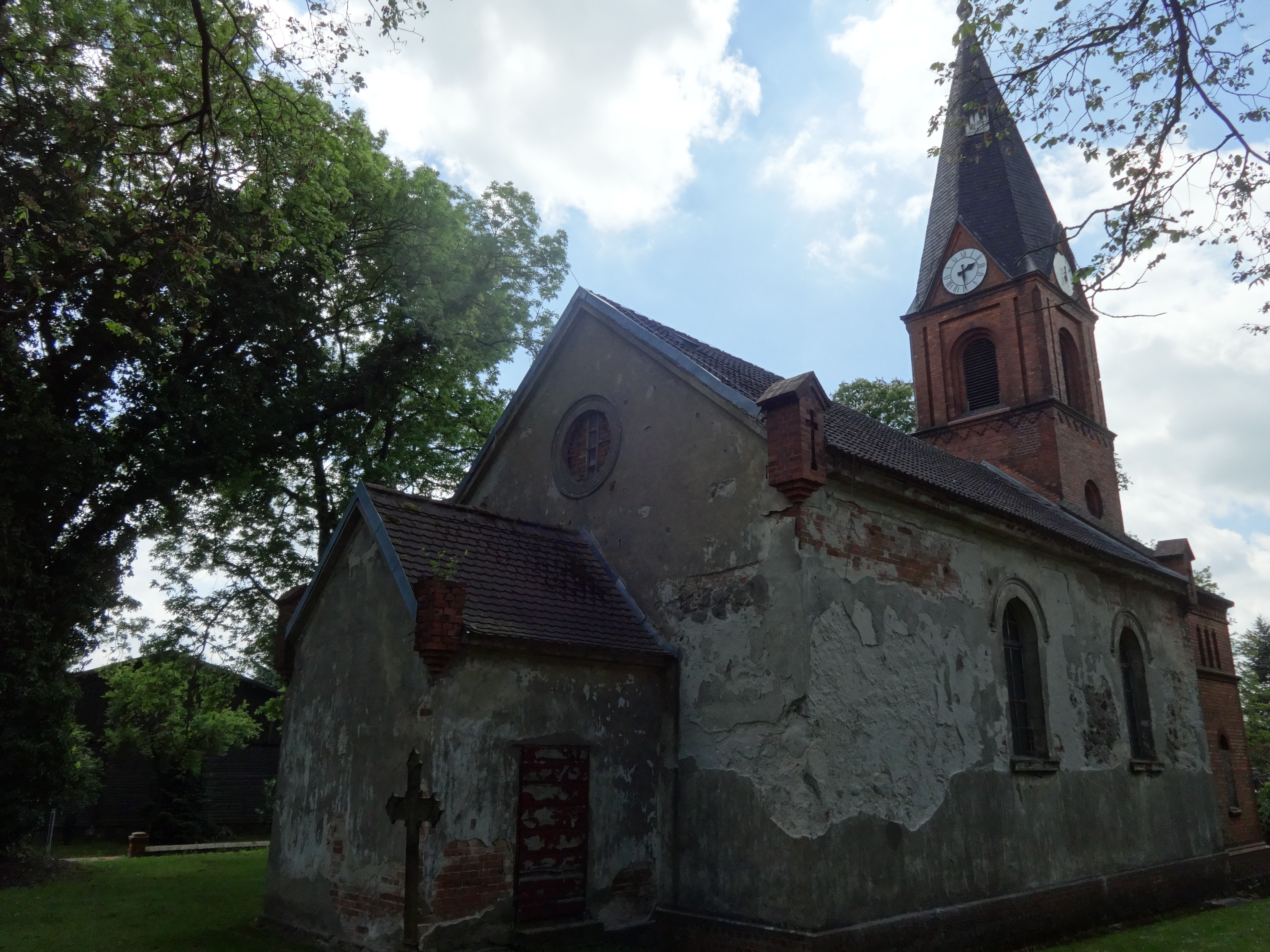
Ansicht von Nordosten

Der Chor ist rechteckig und stark eingezogen. Er wurde aus rötlichem Mauerstein errichtet und war zu einer früheren Zeit vermutlich flächig verputzt. Am Bauwerk waren im Jahr 2017 zum Teil erhebliche Schäden an dessen Oberfläche zu erkennen. Die Chorostwand ist geschlossen, während an der Nord- und Südwand je ein schlichtes, rechteckiges Fenster ist. Darüber ist ein schlichtes Satteldach, dessen Giebel mit je einer kleinen Fiale verziert ist.
Das Kirchenschiff ist rechteckig und schlicht ausgeführt. Der Sockel wurde aus Mauerstein ausgeführt, die Wand aus ungleichmäßig geschichteten und nicht behauenen Feldsteinen im mittleren Bereich sowie rötlichen Mauersteinen im oberen und unteren Bereich. Auch hier sind Überreste eines früher vorhandenen Putzes erkennbar. An der Südseite sind drei bogenförmige Fenster, deren Laibung mit Mauerziegeln und Putzresten betont wird. An der Nordseite ist der Putz im unteren Bereich noch vorhanden. Darüber sind zwei gleichartige Fenster auf einer Kirchenwand, die ebenfalls aus Mauersteinen und Feldsteinen errichtet bzw. ausgebessert wurde. Insbesondere im östlichen Bereich sind erhebliche, grobe Putzarbeiten erkennbar.
Der Kirchturm schließt sich nach Westen an das Bauwerk an. Er ist in einem vergleichsweise guten Zustand und wurde durchgängig aus rötlichem Mauerstein errichtet. Der Zutritt erfolgt über eine große, rundbogenförmige Pforte. Im unteren Geschoss sind an der Nord- und Südseite je ein bogenförmiges Fenster sowie oberhalb eines Gesims drei deutlich kleinere, rechteckige Fenster. Sie werden durch je zwei gleichartige Fenster an der Westseite ergänzt. Am Übergang zum Dach ist ein Dreiecksfries. Das mittlere Geschoss ist mit je einem Kreisfenster an der Nord- und Südseite sowie zwei gekuppelten bogenförmigen Fenstern mit einem darüber angeordneten Kreisfenster an der Westseite gegliedert. Oberhalb eines weiteren Gesims sind im Turmobergeschoss je eine Klangarkade pro Seite, dessen Ecken mit Lisenen betont werden. Daran schließt sich der achteckige Helm an, in dessen Giebelecken eine Turmuhr verbaut ist. Das mit Schiefer gedeckte Dach schließt mit einer Turmkugel und einem Kreuz ab. Seit 2020 wird die Kirche komplett saniert. Der Kirchturm wurde 2021 von außen komplett fertig gestellt. Der nächste Bauabschnitt wird 2022 das Kirchenschiff von außen sein.

## Ausstattung
Die Ausstattung stammt – soweit noch vorhanden – aus der Bauzeit der Kirche. Die Orgel von Wilhelm Sauer ist das Opus 235. Sauer wählte ein schlichtes Prospekt aus Kiefernholz, das in vier Felder aufgeteilt ist. 1917 musste die Kirchengemeinde die Orgelpfeifen aus Zinn abgeben; sie wurden 1920 durch Pfeifen aus Zink ersetzt. Im Zweiten Weltkrieg wurde das Instrument beschädigt und in den 1950er Jahren spielbar gemacht. 2014 erfolgte eine Wiederherstellung des Originalzustands. Eine braune, ornamental bemalte Kanzelwand hinter der schlichten Mensa trennt einen kleinen Gemeinderaum ab. Zur weiteren Kirchenausstattung gehören seit der Renovierung 2006 auch zwei Gedenktafel für die Opfer der Weltkriege sowie ein Epitaphgemälde, das an den Prediger Balthasar Samuel Beuthner erinnert (1725–1798). Im Turm hängt eine Glocke aus dem 14./15. Jahrhundert.